# Green Card
La tarjeta de residencia permanente de los Estados Unidos (en inglés: permanent resident card), conocida popularmente como Green Card (o en español –aunque menos común– Tarjeta Verde), es un documento de identidad para residentes de los Estados Unidos que no posean la nacionalidad estadounidense. Por lo general, a diferencia de la mayoría de países, una vez concedida la residencia a una persona extranjera, se considera desde el principio residencia permanente, es decir que los poseedores de esta tarjeta tienen derecho a residir y trabajar en el país indefinidamente. No obstante, les puede ser retirada si se demuestra que han cometido delitos determinados.
El nombre Green Card se debe al color de un documento similar introducido a finales de la Segunda Guerra Mundial. En 1977 se adoptó el documento actual, habiendo sido impreso en varios colores. En 2006 el color de la tarjeta tornaba entre el blanco y el amarillo con una franja verde en fondo. En la tarjeta se incluye el nombre del titular y una fotografía, así como información personal.
A diferencia de los ciudadanos estadounidenses, quienes no están obligados a tener a mano su documento de identidad en todo momento, sí es el caso para los poseedores de la tarjeta de residencia.

## Vías hacia la nacionalidad estadounidense
Una persona que tenga la residencia permanente legal en EE. UU. puede solicitar la nacionalidad estadounidense, o naturalización, después de cinco años de residencia legal. Este periodo se acorta a tres años si la persona está casada con un ciudadano estadounidense. Las personas que tengan residencia permanente legal pueden hacer la solicitud hasta 90 días antes de completar este requisito temporal. Los ciudadanos tienen más derechos (y obligaciones) que un residente permanente legal (a los cuales se les califica como Extranjeros, en inglés, en este respecto). Los residentes permanentes legales no tienen el derecho al voto, el derecho a ser elegidos en elecciones federales o de estado, la habilidad de traer miembros de sus familias a los Estados Unidos (los residentes permanentes si pueden patrocinar ciertos miembros de sus familias, aunque no es práctico porque conlleva largos retrasos). Los varones residentes permanentes entre las edades de 18 y 26 años tienen la obligación de registrarse en el Selective Service System. Los residentes permanentes que vivan en los EE. UU. tienen la obligación de pagar los impuestos de todas sus ganancias a nivel mundial, como los otros ciudadanos de EE. UU. 

## Foto de la Tarjeta Verde
Otro requisito para que la solicitud de la tarjeta verde tenga éxito es una foto de la tarjeta verde. La foto debe haber sido tomada en los últimos seis meses y reflejar el aspecto actual del solicitante. La foto debe ser cargada digitalmente - se aceptan imágenes digitales o escaneos. Los requisitos para una foto válida de la tarjeta verde son los siguientes:
- Expresión facial neutra
- Debes mirar directamente a la cámara y tener toda tu cara en la foto.
- Llevar ropa normal. Un atuendo o uniforme extravagante puede dar lugar a que se rechace la foto. Sin embargo, la ropa religiosa está permitida.
- El fondo debe ser blanco o crema.
- No se deben llevar gafas, auriculares ni otros objetos.
- La foto debe ser tomada en los últimos seis meses.
- El formato del archivo debe ser JPEG.
- El tamaño del archivo debe ser de un máximo de 240 kilobytes (240 KB).
- La resolución de la imagen debe ser de 600 × 600 píxeles.
- La imagen debe ser en color (24 bits por píxel). No se aceptan imágenes en blanco y negro de 24 bits ni de 8 bits.
- Altura de la cabeza de 300 a 412 píxeles desde la barbilla hasta la parte superior de la cabeza (50-69%).
- Los ojos deben estar entre 338 y 412 píxeles desde la parte inferior de la foto (56-69%).

## Lotería de Visas
Cada año se conceden unos 50.000 visados de inmigrante a través del programa de visados de diversidad (DV), también conocido como lotería de la tarjeta verde, a personas nacidas en países con bajas tasas de inmigración a Estados Unidos (menos de 50.000 inmigrantes en los últimos cinco años). Los solicitantes sólo pueden optar por el país de procedencia, no por la ciudadanía. Las personas seleccionadas en este sorteo tendrán la oportunidad de solicitar la residencia permanente. También pueden solicitarla para su cónyuge y sus hijos solteros menores de 21 años.
Si se concede la residencia permanente, el ganador (y su familia, en su caso) recibe un visado de inmigrante en su(s) pasaporte(s) que tiene que ser "activado" en los seis meses siguientes a su expedición en cualquier puerto de entrada a Estados Unidos. Si ya se encuentra en Estados Unidos, puede solicitar un ajuste de estatus. El nuevo inmigrante recibe un sello en el visado como prueba de su admisión legal en los Estados Unidos, y la persona está ahora autorizada a vivir y trabajar permanentemente en los Estados Unidos. Por último, la "tarjeta verde" propiamente dicha suele llegar por correo en unos pocos meses.

## Tipos de inmigración
La legislación de inmigración de los Estados Unidos estipula en la Ley de Inmigración y Nacionalidad que una persona puede obtener el estado de residente permanente primordialmente a través de una de las siguientes vías:
- Inmigración a través de un miembro de la familia;
- inmigración a través de un trabajo;
- inmigración a través de una inversión (de 0,5 a 1,8 millón de dólares estadounidenses);.[5]
- inmigración a través de la "Lotería de Diversidad";
- inmigración a través del estado de Refugiado o Asilo;
- inmigración a través de provisiones del "Immigration and Nationality Act";
- inmigración aprobada por el director de la "Central Intelligence".

### Elegibilidad y cupos de inmigración
| Categoría                                | Elegibilidad | Cupo Anual             | Retraso en las Visas |
| ---------------------------------------- | --- | ---------------------- | -------------------- |
| Patrocinado por un miembro de la familia | |                        |                      |
| IR                                       | Pariente inmediato (cónyuge de sexo opuesto o igual, hijos menores, y padres) de un ciudadano de los EE. UU. (El ciudadano de EE. UU. tiene que tener al menos 21 años para poder patrocinar a sus padres. | No hay límite numérico |                      |
| F1                                       | Hijos e hijas solteros/as (mayores de 21 años) de un ciudadano de los EE. UU. | 23,400                 | 7–18 años            |
| F2A                                      | Cónyuge o hijos menores (menores de 21 años) de residentes permanentes legales | 87,934                 | 2 años               |
| F2B                                      | Hijos e hijas solteros/as (mayores de 21 años) de residentes permanentes legales | 26,266                 | 7–15 años            |
| F3                                       | Hijos e hijas casados/as, de un ciudadano de los EE. UU. | 23,400                 | 10–19 años           |
| F4                                       | Hermanos y hermanas de un ciudadano de EE. UU. adulto | 65,000                 | 13–25 años           |
| Por trabajo                              | |                        |                      |
| EB-1                                     | Trabajadores prioritarios. Hay tres subcategorías: 1. Extranjeros con una habilidad extraordinaria en las ciencias, artes, educación, negocios o atletismo O 2. Extranjeros que son profesores universitarios o investigadores extraordinarios con al menos tres años de experiencia en la enseñanza o investigación y que son reconocidos internacionalmente. O 3. Extranjeros que son directores o ejecutivos y les es necesario transferirse a los EE. UU. | 41,455                 | existen cupos        |
| EB-2                                     | Profesionales que tengan una titulación avanzada (doctorado, masters o por lo menos cinco años de experiencia progresiva pos-bachillerato) o personas con una habilidad extraordinaria en las ciencias, artes o negocios | 41,455                 | existen cupos        |
| EB-3                                     | Trabajadores dotados, profesionales y otros trabajadores | 41,455                 | 6 años               |
| EB-4                                     | Ciertos inmigrantes especiales: sacerdotes, trabajadores religiosos, personas trabajando o que han trabajado para el gobierno de EE. UU., etc. | 10,291                 | existen cupos        |
| EB-5                                     | Inversores | 10,291                 | existen cupos        |
| A través de la "Lotería de Diversidad"   | A través de la "Lotería de Diversidad" | 50,000                 |                      |
| Asilo Político                           | Asilo Político | No hay límite numérico |                      |
| Refugiados                               | Refugiados | 70,000                 |                      |

## Boletín de visas
El boletín de visas es un documento que emite cada mes la Oficina de Asuntos Consulares del Departamento de Estado de los Estados Unidos. Este boletín es muy importante porque es una guía que responde a una pregunta frecuente que se hacen las personas que realizaron una petición familiar o certificación laboral: cuanto tiempo hay que esperar hasta obtener mi residencia?
Este boletín informa el tiempo real que tienes que esperar para obtener la residencia. Es usado para saber cuáles son las personas que ya tienen disponible una visa de inmigrante basándose en la fecha de prioridad (fecha en que se realizó la petición) del caso, tomando en cuenta su categoría. Ello significa que si la fecha de prioridad del boletín, en la categoría del solicitante, coincide con la misma fecha de prioridad de su caso o antes, entonces ya hay una visa de inmigrante disponible para esa persona.
| Boletín de visas correspondiente al mes de diciembre de 2014 | Boletín de visas correspondiente al mes de diciembre de 2014 | Boletín de visas correspondiente al mes de diciembre de 2014 | Boletín de visas correspondiente al mes de diciembre de 2014 | Boletín de visas correspondiente al mes de diciembre de 2014 | Boletín de visas correspondiente al mes de diciembre de 2014 |
| Categoría                                                    | Mundial                                                      | China                                                        | India                                                        | México                                                       | Filipinas                                                    |
| ------------------------------------------------------------ | ------------------------------------------------------------ | ------------------------------------------------------------ | ------------------------------------------------------------ | ------------------------------------------------------------ | ------------------------------------------------------------ |
| IR                                                           | Fecha actual                                                 | Fecha actual                                                 | Fecha actual                                                 | Fecha actual                                                 | Fecha actual                                                 |
| F1                                                           | 22 de junio de 2007                                          | 22 de junio de 2007                                          | 22 de junio de 2007                                          | 15 de agosto de 1994                                         | 15 de diciembre de 2004                                      |
| F2A                                                          | 22 de marzo de 2013                                          | 22 de marzo de 2013                                          | 22 de marzo de 2013                                          | 1 de enero de 2013                                           | 22 de marzo de 2013                                          |
| F2B                                                          | 22 de febrero de 2008                                        | 22 de febrero de 2008                                        | 22 de febrero de 2008                                        | 1 de octubre de 1994                                         | 15 de enero de 2004                                          |
| F3                                                           | 15 de diciembre de 2003                                      | 15 de diciembre de 2003                                      | 15 de diciembre de 2003                                      | 15 de noviembre de 1993                                      | 22 de junio de 1993                                          |
| F4                                                           | 22 de febrero de 2002                                        | 22 de febrero de 2002                                        | 22 de febrero de 2002                                        | 1 de marzo de 1997                                           | 1 de junio de 1991                                           |

## Derechos y responsabilidades de un residente permanente legal
Los residentes permanentes legales, también conocidos como titulares de la tarjeta verde, tienen ciertos derechos y responsabilidades, tal y como destacan los Servicios de Ciudadanía e Inmigración de los Estados Unidos y otras agencias federales.

### Derechos
- Residir permanentemente en Estados Unidos siempre que no cometan acciones que les hagan ser expulsados según la INA.
- Alistarse y servir en las Fuerzas Armadas de los Estados Unidos, incluso en muchos organismos encargados de hacer cumplir la ley.
- Trabajar en cualquier lugar de Estados Unidos (con la excepción de muchos empleos federales y algunas empresas contratadas por el gobierno federal).[9]
- Estar protegido en igualdad de condiciones por la ley de Estados Unidos, su Estado de residencia y las jurisdicciones locales.
- Viajar libremente fuera de Estados Unidos hasta un año, como turista. No obstante, no se recomienda estar fuera del territorio de los EE. UU. por más de seis meses pues un oficial de aduanas tiene el derecho, pasados esos seis meses, de poner en duda su intención de permanencia como residente permanente en EE. UU. Pasado un año, se considera que usted ha abandonado su estatus de residente permanente y tendrá que solicitar nuevamente la residencia.[10]
- Solicitar (o patrocinar) a determinados miembros de la familia para que inmigren a Estados Unidos como residentes permanentes legales. Estos miembros de la familia incluyen al cónyuge y a los hijos solteros de cualquier edad.

### Responsabilidades
- Se requiere obedecer todas las leyes de los Estados Unidos, incluyendo las leyes estatales, y locales.
- Obligados a presentar declaraciones de la renta y a declarar los ingresos al Servicio de Impuestos Internos (IRS) de los Estados Unidos y a las autoridades fiscales estatales.
- Inscribirse en el Sistema de Servicio Selectivo (Selective Service System, SSS), si es varón y tiene entre 18 y 25 años.